# لقاح مقترن

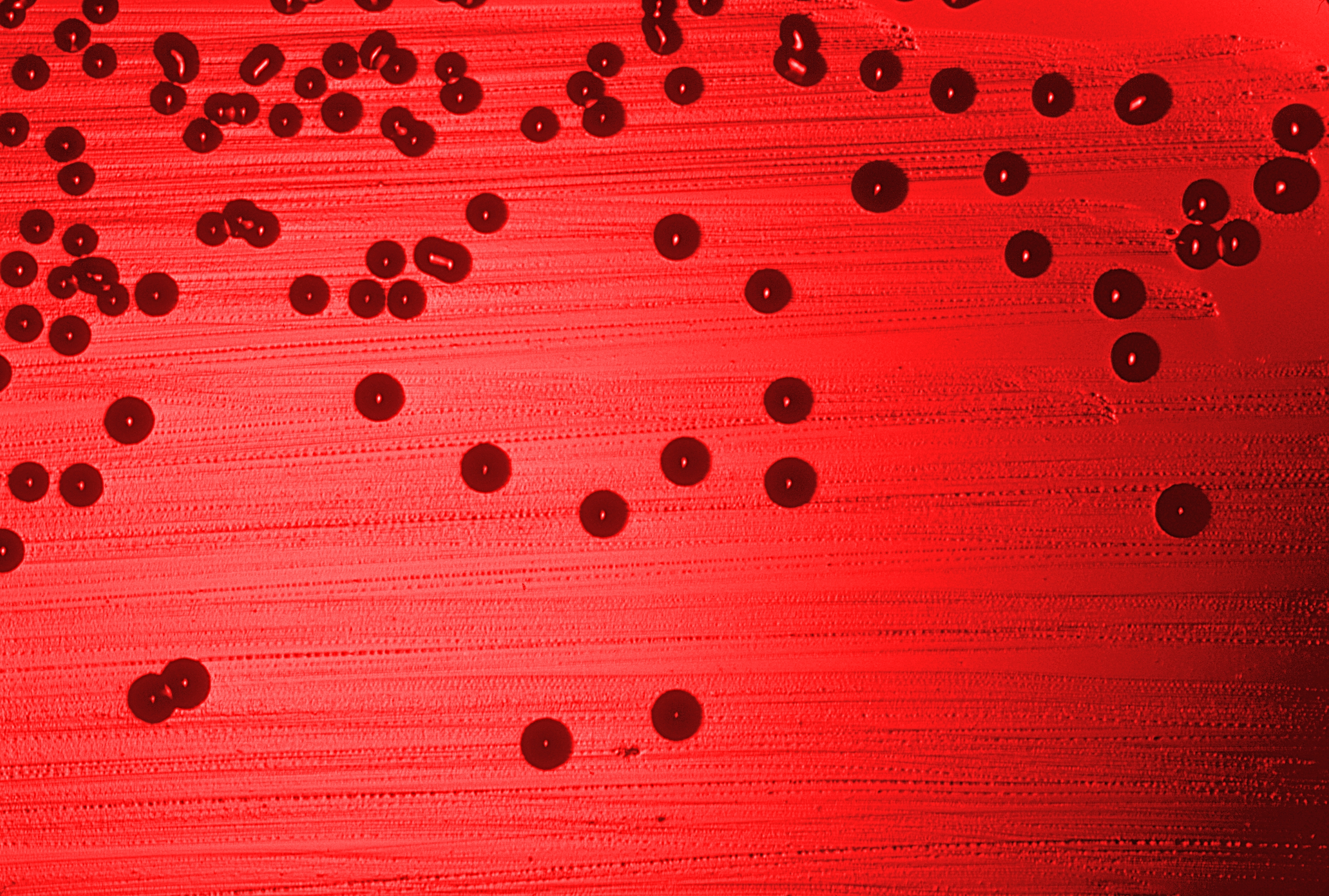

اللقاح المقترن (بالإنجليزية: Conjugate vaccine) يتم إنشاء اللقاح المقترن من خلال رابطة تساهمية لمولد ضد ضعيف بآخر قوي مما يؤدي إلى استنباط استجابة مناعية أقوى لمولد الضد الضعيف. الأكثر شيوعا، المستضد الضعيف عديد السكريات ترتبط على مستضد البروتين القوي. أيا يكن، ببتيد / بروتين وبروتين / بروتين فقد تم تطوير عملية اقترانها أيضا 1 استجابة الخلايا البائية لمحفظة عديد السكريات تمثل خلية تائية مستقلة، بمعنى أن الخلايا البائية تستطيع إنتاج أجسام مضادة دون تحفيز الخلايا التائية 2 عن طريق اقتران عديد السكريات بالبروتين الناقل، ستُحفز استجابة الخلية التائية، عادة عديد السكريات في حد ذاتها لا يمكن أن تُحمل على مركب التوافق النسيجي من الخلايا المقدمة للمستضد لان مركب التوافق النسيجي فقط يرتبط بالببتيدات. في حالة اللقاح المقترن، يمكن عرض الببتيد الناقل المرتبط بالمستضد الهدف لعديد السكريات على جزيء معقد التوافق النسيجي ويمكن تنشيط الخلايا التائية. الخلايا التائية تحفز استجابة مناعية أكثر قوة وايضا تحفز الذاكرة المناعية التي تمتاز بسرعتها وبقائها الطويل. هذه التقنية تم إيجادها من أجل تحقيق استجابة مناعية فعالة بحيث يتم تطبيقها في كثير من الأحيان على عديدة السكريات البكتيرية بهدف الوقاية من الأمراض البكتيرية الغازية.
يجمع اللقاح المقترن بين مولد ضد ضعيف وآخر قوي يقوم مقام حامل، لكي ينتج الجهاز المناعي استجابة أقوى تجاه مولد الضد الضعيف.
تُستخدم اللقاحات للوقاية من الأمراض باستحضار استجابة مناعية تجاه مولد ضد ما، وهو الجزء الغريب من الجرثومة أو الفيروس الذي يتعرف عليه الجهاز المناعي، ويتم ذلك عادةً باحتواء اللقاح على العامل الممرض، أي الفيروس أو الجرثومة، بشكله المخفف أو المقتول، حتى يتمكن الجهاز المناعي من التعرف على مولد الضد في وقت لاحق من الحياة، وتحتوي العديد من اللقاحات على مولد ضد واحد سيستعرفه الجسم.
ولكن مولد الضد لبعض الجراثيم الممرضة لا يثير استجابة مناعية قوية، وبالتالي لن يحمي التلقيح ضد مولد الضد الضعيف هذا من الإصابة بالجرثومة في وقت لاحق من الحياة، وفي هذه الحالة يُستخدم لقاح مقترن لتحفيز استجابة مناعية تجاه مولد الضد الضعيف، ففي هذا اللُقاح، يُقرن مولد الضد الضعيف بآخر قوي بواسطة رابطة تساهمية، فتُثار استجابة مناعية أقوى ضد الأول، وعادةً ما يكون مولد الضد الضعيف عديد سكريد يرتبط بمولد ضد بروتيني قوي، ولكن طُورت لقاحات مقترنة من ببتيد/بروتين وبروتين/بروتين أيضاً.

## تاريخه
ظهرت فكرة اللقاح المقترن لأول مرة في تجارب على الأرانب عام 1927، عندما تحقق تعزيز الاستجابة المناعية تجاه مولد الضد عديد السكاريد للعقديات الرئويةمن النمط الثالث من خلال إقران هذا المستضد بحامل بروتيني، وتوفّر أول لقاح مقترن قابل للاستخدام البشري في عام 1987، وكان موجهاً ضد جرثومة المستدمية النزلية من النوع ب، فوقى من الإصابة بالتهاب السحايا، وسرعان ما أُدرج ضمن برنامج تلقيح الرضع في الولايات المتحدة، ويُشارك هذا اللقاح المقترن مع أحد عدة حوامل بروتينية متنوعة، مثل ذوفان الدفتيريا أو الكزاز، وقد تراجعت معدلات الإصابة بالمستدمية النزلية من النوع ب كثيراً بعد فترة وجيزة من توفير اللقاح، فانخفضت بنسبة 90.7% بين عامي 1987 و1991، وتضاءلت أكثر حالما توفر اللقاح للرضع. 

## تقنيته
تثير اللقاحت استجابة مناعية تجاه مولد ضد ما، فيتفاعل الجهاز المناعي بإنتاج خلايا تائية وأضداد، فتتذكر الأولى مولد الضد حتى تتمكن الخلايا البائية من إنتاج أضداد لتدميره إذا تعرض له الجسم لاحقاً، وبالنسبة للجراثيم ذات الغلاف عديد السكاريد، تُنشئ الاستجابة المناعية خلايا بائية مستقلة عن تحفيز الخلايا التائية، ولكن عن طريق إقران عديد السكاريد بحامل بروتيني، يمكن تحريض استجابة الخلايا التائية، وعادة لا يمكن تحميل عديدات السكاريد بمفردها على معقد التوافق النسيجي الرئيسي للخلايا المقدمة للمستضد، لأن هذا المعقد يرتبط بببتيدات فقط، أما في حالة اللقاح المقترن، يكون الحامل الببتيدي المرتبط بمولد الضد الهدف والمتألف من عديد سكاريد قابلاً للتقديم على سطح جزيء معقد التوافق النسيجي الرئيسي، ما يتيح تفعيل الخلايا التائية، ويحسن ذلك من اللقاح، لأن الخلايا التائية تحفز استجابة مناعية أكثر قوة وتنشئ ذاكرة مناعية أسرع وطويلة الأمد، ويزيد إقران مولد الضد الهدف عديد السكاريد بحامل بروتيني من فعالية اللقاح، لأن اللقاح غير المقترن المستهدف لمولدات الضد عديدة السكاريد غير فعال لدى الأطفال الصغار، لأن أجهزتهم المناعية تكون غير قادرة على التعرف مولد الضد بينما يخفيه الغلاف عديد السكاريد، أما عند مشاركة عديد السكاريد الجرثومي مع مولد ضد آخر، يكون الجهاز المناعي قادراً على الاستجابة. 

## اللقاحات المقترنة المعتمدة
يُعتبر لقاح المستدمية النزلية من النوع ب أكثر اللقاحات المترافقة استخداماً، ومن العوامل الممرضة الأخرى المجموعة في لقاح مقترن لتعزيز الاستجابة المناعية، العقدية الرئوية والنيسرية السحائية، وتُقرن كل منهما بحوامل بروتينية مشابهة لتلك المستخدمة في لقاح المستدمية النزلية من النوع ب المقترن، وتتشابه هذه الجراثيم في أن العدوى بها قد تؤدي لالتهاب السحايا، ويُعد لقاح التيفوئيد المقترن أحدث أنواع هذه اللقاحات اعتباراً من عام 2018، وقد يكون أكثر فعالية في الوقاية من الحمى التيفية لدى الأطفال دون الخامسة من عمرهم.

## روابط خارجية
- Vaccines, Conjugate في المكتبة الوطنية الأمريكية للطب نظام فهرسة المواضيع الطبية (MeSH).

- "Conjugate Vaccines Against Enteric Pathogens". مؤرشف من الأصل في 2006-09-30. {{استشهاد ويب}}: الوسيط |url-status=unknown غير صالح (مساعدة)